# Долгая (приток Вятки)
Долгая — река в России, протекает в Кировской области. Устье реки находится в 459 км по левому берегу реки Вятки. Длина реки составляет 24 км.
Река вытекает из небольшого озера Столбовое, расположенное менее чем в километре от Вятки. Река течёт на юг по низменной пойме Вятки, параллельно ей, протекает несколько вытянутых озёр: Море, Крынки, Старица. Населённых пунктов на реке нет, крупнейший приток Шарянка (левый). В верхнем и среднем течении образует границу Верхошижемского и Арбажского районов, нижнее течение целиком проходит по Арбажскому. Впадает в Вятку чуть выше посёлка Сорвижи.

## Данные водного реестра
По данным государственного водного реестра России относится к Камскому бассейновому округу, водохозяйственный участок реки — Вятка от города Котельнич до водомерного поста посёлка городского типа Аркуль, речной подбассейн реки — Вятка. Речной бассейн реки — Кама.
Код объекта в государственном водном реестре — 10010300412111100036207.